# Ууру-Джар
Ууру-Джар (кирг. Ууру-Жар) — село в Ноокенском районе Джалал-Абадской области Кыргызстана. Входит в состав Бюргендинского айылного аймака.

## География
Село расположено в южной части области, вблизи государственной границы с Узбекистаном, на расстоянии приблизительно 26 километров (по прямой) к западу от села Масы, административного центра района.

## Население
Согласно оценочным данным Национального статистического комитета Кыргызской Республики, численность населения села на начало 2023 года составляла 732 человека.
| год     | 2009 | 2014 | 2015 | 2020 | 2021 | 2023 |
| ------- | ---- | ---- | ---- | ---- | ---- | ---- |
| человек | 383  | 554  | 564  | 629  | 664  | 732  |